# Jóan Símun Edmundsson
Jóan Símun Edmundsson, ferski nogometaš, * 26. julij 1991.

## Življenjepis
Jóan Símun je bil rojen v drugem največjem mestu Ferskih otokov. Z nogometom se je začel ukvarjati pri 5 letih v domačem klubu B68 Toftir .Njegov igralni položaj je v zvezni vrsti in lahko igra na obeh bokih ali pa kot klasični napadalec. Decembra 2012 ga je kupil angleški klub Newcastle United in ga posodil nazaj v domovino.Doslej je igral za šest klubov v Angliji (Gateshead,Newcastle) na Danskem (Frederica) pa na Norveškem (Viking Starvanger) ter na Ferskih otokih za (B68 Toftir in HB Torshavn).